# Saribia tepahi
Saribia tepahi är en fjärilsart som beskrevs av Jean Baptiste Boisduval 1833. Saribia tepahi ingår i släktet Saribia och familjen Riodinidae. Inga underarter finns listade.